# 烈太乡
烈太乡，是中华人民共和国四川省雅安市荥经县曾经下辖的一个乡。2019年12月，撤销烈太乡，将其所属行政区域划归严道街道管辖。

## 行政区划
烈太乡撤销前下辖以下地区：
堡子村、太平村、共和村、东升村和虎岗村。